# Santa Teresa (Bácum)
Para otros usos véase: Santa Teresa, y para otras poblaciones del estado de Sonora con el mismo nombre vea: Santa Teresa (Sonora)
Santa Teresa es un ejido del municipio de Bácum ubicado en el sur del estado mexicano de Sonora en la zona del Valle del Yaqui y cercano a la afluencia del río Yaqui. El ejido es la décima localidad más habitada del municipio, ya que según los datos del Censo de Población y Vivienda realizado en 2020 por el Instituto Nacional de Estadística y Geografía (INEGI), Santa Teresa tiene un total de 420 habitantes.

## Geografía
Véase también: Geografía del municipio de Bácum
Santa Teresa se sitúa en las coordenadas geográficas 27°32'58" de latitud norte y 110°01'09" de longitud oeste del meridiano de Greenwich, a una elevación de 27 metros sobre el nivel del mar, se encuentra en el territorio sur del municipio de Bácum, en el valle del Yaqui.